# Ароза
Ароза (на немски: Arosa) е курортен град и община в Източна Швейцария.
Разположен е на 31 km на югоизток от град Кур. Първите сведения за града като населено място датират от 1330 г. с името Араус (на немски Araus). Има крайна жп гара по жп линията от град Кур до Ароза. Населението му е 3353 души по данни от преброяването през 2011 г.

## Личности
Родени
- Катрин Рюег (1930 – 2011), швейцарска писателка

## Побратимени градове
- Фукумицу, Япония